# フランソワ・ドルレアン (ジョアンヴィル公)
フランソワ・ドルレアン（仏: François d'Orléans, 全名：フランソワ＝フェルナン＝ルイ＝マリー・ドルレアン〈仏: François-Ferdinand-Philippe-Louis-Marie d'Orléans〉、1818年8月14日 - 1900年6月16日）は、フランスの王族。ジョアンヴィル公。フランス海軍の提督を務めた。

## 生涯
フランス王ルイ・フィリップと妃マリー・アメリーの三男として、ヌイイ城で生まれた。海軍で学び、1836年に士官となった。1840年に艦長となり、セントヘレナ島からナポレオンの遺体を母国へ持ち帰った。
1848年に2月革命で王政が廃止されると、一家でイギリスへ亡命。アメリカ南北戦争の際にはアメリカ政府に招聘され、息子と甥2人とともにワシントンD.C.を訪れていた。
フランス第二帝政時代の1870年、偽名を用いて母国へ入国し、軍に入隊して良い働きを見せたが、時の首相レオン・ガンベタによって逮捕され、イギリスへ強制送還された。
1871年に国民議会議員に選ばれるものの、元王族が議席を持つのを疎まれ、1876年に辞職に追い込まれた。
1900年、パリで死去。

## 子女
1843年5月1日、リオデジャネイロでブラジル皇女フランシスカ（フランス語名フランソワーズ・ド・ブラガンス）と結婚。2子をもうけた。
- フランソワーズ（1844年 - 1925年） - 同族の従兄シャルトル公ロベールと結婚
- ピエール（1845年 - 1919年） - パンティエーヴル公